# NGC 6746
NGC 6746 é uma galáxia elíptica (E-S0) localizada na direcção da constelação de Pavo. Possui uma declinação de -61° 58' 06" e uma ascensão recta de 19 horas, 10 minutos e 22,3 segundos.
A galáxia NGC 6746 foi descoberta em 11 de Agosto de 1836 por John Herschel.